# Gabriel Enrique Montero Umaña
Gabriel Enrique Montero Umaña OFMConv (* 6. November 1945 in Moravia, Provinz San José, Costa Rica) ist ein costa-ricanischer Ordensgeistlicher und emeritierter römisch-katholischer Bischof von Bistum San Isidro de El General.

## Leben
Gabriel Enrique Montero Umaña trat der Ordensgemeinschaft der Minoriten bei und legte am 2. Februar 1965 die zeitliche Profess ab. Am 24. Februar 1972 legte er die ewige Profess ab. Montero Umaña empfing am 16. August 1973 das Sakrament der Priesterweihe.
Am 24. Dezember 2013 ernannte ihn Papst Franziskus zum Bischof von San Isidro de El General. Der emeritierte Bischof von San Isidro de El General, Guillermo Loría Garita, spendete ihm am 1. März 2014 die Bischofsweihe; Mitkonsekratoren waren der Bischof von Alajuela, Angel San Casimiro Fernández OAR, und der Bischof von Puntarenas, Oscar Gerardo Fernández Guillén.
Am 13. November 2021 nahm Papst Franziskus seinen altersbedingten Rücktritt an.